# Codiaeum
Codiaeum é um género botânico pertencente à família Euphorbiaceae.

## Sinonímia
| - Crozophyla Raf. - Junghuhnia Miq. | - Phyllaurea Lour. - Synaspisma Endl. |

## Espécies
Contém 46 espécies:
| - Codiaeum affine - Codiaeum alternifolium - Codiaeum andamanicum - Codiaeum aurantiacum - Codiaeum balansae - Codiaeum bractiferum - Codiaeum brevistylum - Codiaeum brongniartii - Codiaeum bureavi - Codiaeum carunculatum - Codiaeum chrysosticton - Codiaeum ciliatum - Codiaeum cuneifolium - Codiaeum deplanchei - Codiaeum drimiflorum - Codiaeum finisterrae | - Codiaeum hirsutum - Codiaeum inophyllum - Codiaeum interruptum - Codiaeum irosinense - Codiaeum lucidum - Codiaeum ludovicianum - Codiaeum lutescens - Codiaeum luzonicum - Codiaeum macgregorii - Codiaeum medium - Codiaeum megalanthum - Codiaeum membranaceum - Codiaeum moluccanum - Codiaeum montanum - Codiaeum obovatum - Codiaeum oligogynum | - Codiaeum palawanense - Codiaeum pancheri - Codiaeum peltatum - Codiaeum pentzii - Codiaeum pictum - Codiaeum roseo - Codiaeum stellingianum - Codiaeum tenerifolium - Codiaeum timorense - Codiaeum trichocalyx - Codiaeum umbellatum - Codiaeum undulatum - Codiaeum variegatum - Codiaeum weismanni |

## Nome e referências
Codiaeum  A.Juss.